# Fender Jag-Stang
La Fender Jag-Stang è una chitarra elettrica Solid-Body prodotta dalla Fender Musical Instruments Corporation.

## Storia
La Jag-Stang fu progettata nel 1994 da Kurt Cobain, frontman dei Nirvana, ispirandosi sia alla Fender Mustang che alla Fender Jaguar, le due chitarre preferite da Cobain. La forma richiama caratteristiche estetiche di entrambe le chitarre.
Il maestro liutaio Larry L. Brooks, del Fender Custom Shop, fu incaricato da Cobain di costruire due prototipi originali che sarebbero stati utilizzati durante il Tour promozionale del disco In Utero, l'ultimo dei Nirvana. Tuttavia Cobain, trovando il prototipo "scomodo" e con problemi di bilanciamento, pensò a un re-shaping.
Pochi mesi dopo, con la morte di Cobain, il prototipo non fu terminato. Nel 1996 la Fender decise comunque di metterla in commercio, avviando la produzione in uno stabilimento in Giappone. La chitarra veniva prodotta nelle finiture Fiesta Red e Sonic Blue. La produzione della Jag-Stang è terminata nel 2006 ed è stata sostituita da altri due modelli Fender Signature dedicati a Cobain. La prima, la Kurt Cobain Jaguar (2011), riproduce la chitarra utilizzata dal musicista per la registrazione di Nevermind e in buona parte del relativo tour promozionale. La seconda, la Kurt Cobain Mustang (2012), riproduce la chitarra preferita dall'artista nelle esibizioni dal vivo e che appare nei videoclip di Smells Like Teen Spirit e di In Bloom.
La Jag-Stang di Kurt Cobain, di colore Sonic Blue, fu donata da Courtney Love a Peter Buck dei R.E.M. dopo la morte del chitarrista. È possibile vedere la chitarra suonata da Buck nel video di What's the Frequency, Kenneth?.

## Caratteristiche tecniche
La Jag-Stang era prodotta con il manico di acero, la tastiera di palissandro a 22 tasti e il corpo in pioppo. Il ponte è un Dynamic Vibrato, ereditato dalla Mustang. Il primo prototipo aveva, al ponte, un Humbucker DiMarzio H-3 e al manico un pickup single coil Texas Special.

## Statua
In occasione del 17º anniversario della morte di Cobain, il 5 aprile 2011, nella città natale del cantante, Aberdeen, nello stato di Washington, è stata inaugurata una statua in suo onore, raffigurante la Jag-Stang. La statua, alta 2 metri e mezzo e realizzata dagli artisti locali Kim e Lora Malakoff e riporta un verso della canzone dei Nirvana On a Plain:
La statua è situata in un parco della città, presso il ponte Young Street Bridge. Secondo la leggenda, Cobain avrebbe vissuto sotto al ponte per un periodo della sua vita ed a cui avrebbe poi dedicato il brano Something in the Way, l'ultima traccia dell'album Nevermind.